# Margarita Salaverría Galárraga
Margarita Salaverría Galárraga   (Madrid, 1911 - Madrid, 7 de desembre de 2000) va ser la primera dona diplomàtic d'Espanya.

## Biografia
Va estudiar en l'Institut-Escola i després va cursar Dret a Madrid, sent companya d'estudis i amiga d'Emilio Garrigues Díaz-Cañabate.
Quan tenia 22 anys va aprovar les aposicions al cos diplomàtic, convertint-se en la primera dona que va aprovar les oposicions al mateix, durant la República, en 1933, passant a treballar en aquest mateix any en el Ministeri d'Estat.
El seu nom apareix en la llista d'aspirants nomenats secretaris de tercera classe de l'1 de novembre de 1933.
Només iniciar-se, per Ordre de 30 de juliol de 1936 es va crear un Gabinet Diplomàtic, la finalitat del qual era la d'informar a la Junta de Defensa Nacional sobre assumptes relatius a la seva competència. Aquest gabinet estava format per integrat per tres Secretaris de Primera (José María Bermejo Gómez, Antonio de la Cierva i Lewita i Vicente Taverna Latasa); sis Secretaris de Segona (Gerardo Gasset i Neyra, Luis Roca de Togores i Pérez del Polze, Rafael Romero Ferrer, Antonio Villacieros Benito, Fernando Sebastián d'Estarrufi i O'Shea i Manuel Orbea Biardeu); i un Secretari de Tercera, càrrec que va recaure en Margarita Salaverría Galarraga (la qual cosa queda recollit en el Butlletí Oficial de la Junta de Defensa Nacional d'Espanya amb data 14 de setembre del 36, que recollia un acord del 6 de setembre d'aquest mateix any, signat a Burgos per Federico Montaner). Aquesta celeritat en el nomenament pot ser indicatiu de la confiança del règim revoltat en les persones triades, les quals podrien considerar-se fidels a la causa rebel.
Es va casar amb el també diplomàtic (i company d'estudis) Jaime Argüelles Armada (un dels fundadors del Banc Español de Crèdit), i fruit del seu matrimoni van néixer tres nens: Jacobo, Pedro i José; i tres nenes: Isabel, Margarita i Inés.
Durant la II Guerra Mundial va estar a Londres, on el seu marit era conseller comercial de l'equip del Duc d'Alba, i ella exercia treballs de secretària d'ambaixada.
L'any 1961 va ser ascendida a Ministre Plenipotenciari de tercera classe, Conseller d'Ambaixada, segons consta en el Decret 2206/1961, de 26 d'octubre, publicat en el «BOE» núm. 276, de 18 de novembre de 1961, pàgina 16385, secció II. Autoritats i personal - A. Nomenaments, situacions i incidències. Departament de Ministeri d'Afers exteriors amb referència BOE-A-1961-21065.
Va ser un cas excepcional de dona diplomàtica fins i tot en els inicis del Règim Franquista.
En els anys 70, juntament amb la seva família es trasllada als Estats Units, on el seu marit és ambaixador d'Espanya a Washington. Va enviduar el 6 de desembre de 1995.
L'any 1981 se li concedeix la Banda de Dama de l'Ordre d'Isabel la Catòlica, tal com queda recollit en el Reial decret 388/1981, d'11 de març, publicat en el «BOE» núm. 59, de 10 de març de 1981, pàgina 5318.
Va morir a Madrid el 7 de desembre del 2000.
És considerada, al costat de Aline Griffith i Meye Allèn de Maier, musa del dissenyador d'alta costura Balenciaga.